# 烏沙基夫卡
48°23′45″N 39°1′20″E / 48.39583°N 39.02222°E
烏沙基夫卡（烏克蘭語：Ушаківка）是位於烏克蘭東部的村莊，由盧甘斯克州卢甘斯克区的盧圖希內市鎮負責管轄。該村始建於1955年，面積0.18平方公里，海拔高度117米，2001年人口220，人口密度每平方公里1,242.9人。